# Uso da força

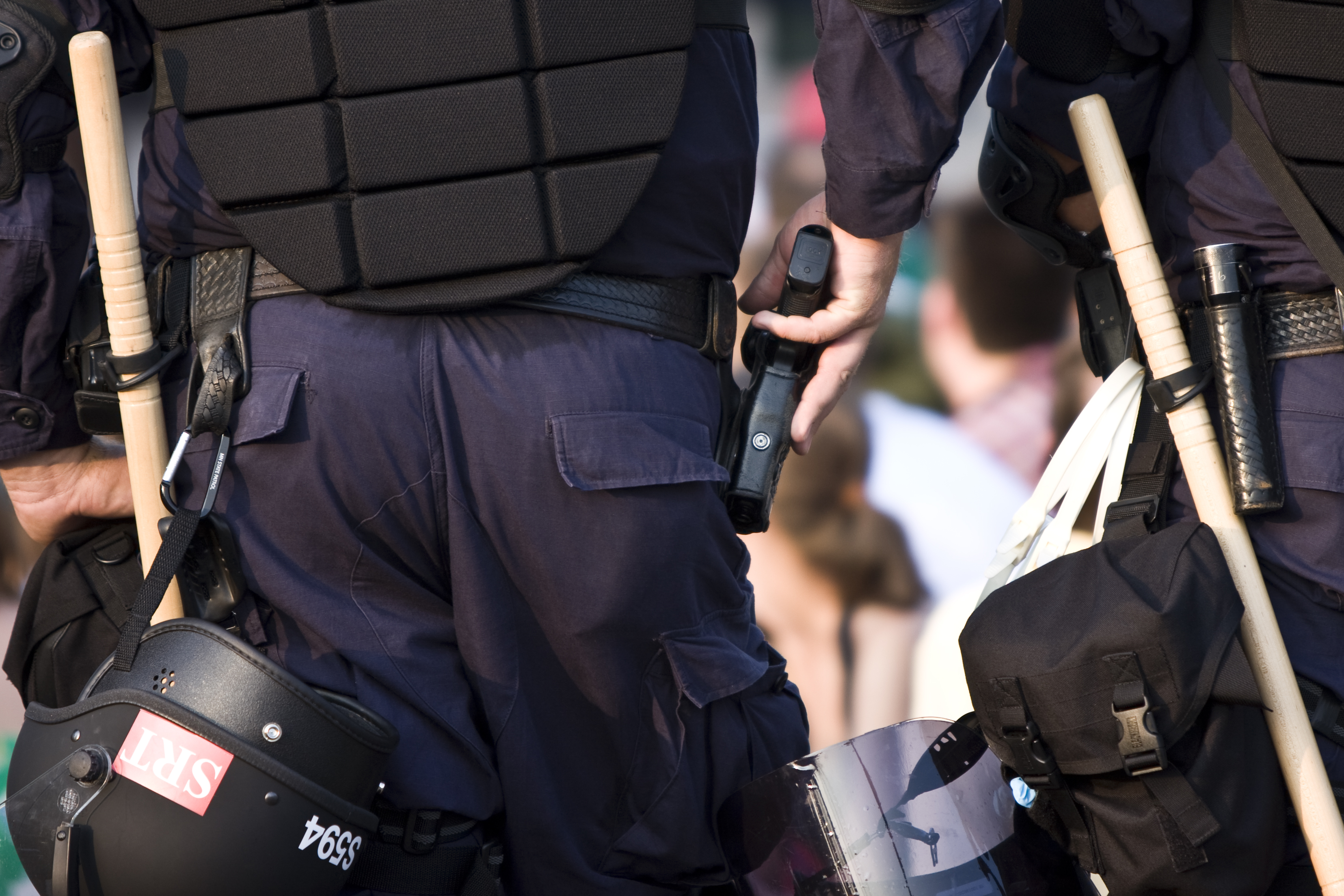
Um SRT da polícia de St. Paul indexando uma arma de fogo em um coldre de arma

O uso da força, no contexto da aplicação da lei, pode ser definido como a "quantidade de esforço exigido pela polícia para obrigar o cumprimento por um sujeito não disposto".
O uso de doutrinas de força pode ser empregado por policiais e militares em serviço de guarda. O objetivo de tais doutrinas é equilibrar as necessidades de segurança com preocupações éticas pelos direitos e bem-estar de intrusos ou suspeitos. Os ferimentos a civis tendem a focar a atenção na autodefesa como justificativa e, em caso de morte, a noção de homicídio justificável.
O pessoal militar dos EUA em serviço de guarda recebe um "uso de informações de força" pelo sargento da guarda antes de ser designado para seu posto.
A posição australiana sobre o uso de tropas no policiamento civil é apresentada por Michael Hood em Chamando as tropas: tendências perturbadoras e perguntas não respondidas; compare "Uso de força mortal pelos serviços policiais sul-africanos re-visitados" por Malebo Keebine-Sibanda e Omphemetse Sibanda.

## História
O uso da força remonta ao início da aplicação da lei estabelecida, com medo de que os policiais abusassem de seu poder. Na sociedade atual, esse medo ainda existe e uma das maneiras de solucionar esse problema é exigir que a polícia use câmeras corporais e ligue-as durante todas as interações com civis.

## Uso de força contínua
O uso da força pode ser padronizado pelo uso de força contínua, que apresenta diretrizes sobre o grau de força apropriado em uma dada situação. Uma fonte identifica cinco etapas muito generalizadas, aumentando do menor uso de força para o maior. É apenas um lado do modelo, pois não fornece os níveis de resistência do sujeito que merecem os correspondentes aumentos de força. Cada nível sucessivo de força deve descrever uma série crescente de ações que um oficial pode executar para resolver uma situação, e o nível de força usado aumenta apenas quando um nível inferior de força seria ineficaz ao lidar com a situação. Normalmente, qualquer estilo de uso do continuum da força começa com a presença do oficial e termina com o uso da força mortal.
1. Presença (usando o efeito da presença de uma figura de autoridade em um assunto)
2. Verbalização (comandando um assunto)
3. Controle de mãos vazias (usando mãos vazias para procurar, aliviar armas, imobilizar ou controlar um assunto)
4. Armas intermediárias (usando armas químicas, eletrônicas ou de impacto não letais sobre um assunto)
5. Força mortal (usando qualquer força que possa causar ferimentos permanentes ou morte a um sujeito)

O uso de forças contínuas pode ser ainda mais discriminado.
O uso de força contínua é uma ilustração do amplo espectro de força que um policial pode usar. No entanto, o uso da força por parte do oficial é regido pela Constituição dos EUA e por jurisprudência claramente estabelecida, não pelo uso da força contínua.  

## Estatísticas dos EUA
Das 40 milhões de pessoas nos Estados Unidos que tiveram contato direto com a polícia, 1,4%, ou 574.000, relataram o uso da força ou a ameaça de uso da força direcionada a eles. Cerca de um quarto dos 574.000 incidentes envolveu o policial apontando a arma para o objeto do incidente e 53,5% dos incidentes viram o policial usando força física, como chutar, agarrar e empurrar. Além disso, 13,7% daqueles que tiveram força usada contra eles ou foram ameaçados pelo uso da força apresentaram queixas ao departamento do oficial infrator. Daqueles que receberam o uso da força de um policial ou foram ameaçados pelo uso da força, quase 75% relataram acreditar que era excessivo e injustificado. Essa estatística foi consistente nas raças caucasiana, afro-americana e hispânica.
Um relatório do Washington Post constatou que 385 americanos foram mortos a tiros por policiais nos primeiros cinco meses de 2015, uma média de mais de dois tiroteios fatais por dia, o que foi mais que o dobro da taxa relatada nas estatísticas oficiais. 221 dos mortos estavam armados, e 68 estavam armados com facas ou outras lâminas.

## Atributos do oficial

### Educação
Estudos mostraram que o pessoal da aplicação da lei com alguma educação universitária (normalmente, com dois anos de ensino) usa a força com muito menos frequência do que aqueles com pouco ou nenhum ensino superior. Nos eventos em que os oficiais instruídos usam a força, geralmente é o que é considerado força "razoável". Apesar dessas descobertas, pouquíssimas - apenas 1% - das forças policiais dos Estados Unidos têm requisitos de educação para quem deseja unir suas forças. Alguns argumentam que a polícia trabalha profundamente exige experiência que só pode ser obtida com o trabalho no campo.

### Experiência
Argumenta-se que as habilidades para executar bem as tarefas de aplicação da lei não podem ser produzidas a partir de uma sala de aula. Essas habilidades tendem a ser melhor adquiridas com a exposição repetida a situações de aplicação da lei enquanto na linha de trabalho. Os resultados sobre se a quantidade de experiência que um oficial contribui ou não para a probabilidade de usar a força diferem entre os estudos.

### Outras características
Não foi achado fortemente que a raça, classe, gênero, idade etc. de um oficial afetem a probabilidade de eles usarem a força. Fatores situacionais podem entrar em jogo.

#### Síndrome de fração de segundo
A síndrome da fração de segundo é um exemplo de como o uso da força pode ser baseado na situação. Oficiais bem-intencionados podem recorrer ao uso da força muito rapidamente em situações em que devem tomar uma decisão rápida.

## Atributos departamentais
As políticas de uso da força podem diferir entre os departamentos. O tipo de políticas estabelecidas e a imposição ou não delas podem afetar a probabilidade de um oficial usar a força. Se as políticas são estabelecidas, mas não são muito aplicadas pelo departamento, as políticas podem não fazer diferença. Por exemplo, o caso Rodney King foi descrito como um problema com a supervisão departamental não sendo clara sobre políticas de força (excessiva). O treinamento oferecido pelo departamento também pode ser um fator contribuinte, embora tenha sido apenas uma adição recente incluir informações sobre quando usar a força, e não como usá-la.
Uma política de nível departamental que atualmente está sendo estudada e exigida por muitos cidadãos e políticos é o uso de câmeras corporais pelos oficiais. Em um estudo, as câmeras corporais mostraram reduzir o uso da força em até 50%.

## Níveis de criminalidade
No nível micro, os níveis de crimes violentos na vizinhança aumentam a probabilidade de uso da força nas forças policiais. Em contraste, no nível meso, o crime violento nos bairros não tem tanto efeito no uso da força.

## Inglaterra e Gales
Na Inglaterra e no País de Gales, o uso da força (razoável) é fornecido à polícia e a qualquer outra pessoa da Seção 3 da Lei de Direito Penal de 1967, que declara:
"Uma pessoa pode usar a força que seja razoável nas circunstâncias na prevenção do crime, ou na efetivação ou assistência na prisão legal de criminosos ou suspeitos de crimes ou de pessoas ilegalmente em geral".
O uso da força pode ser considerado lícito se, com base nos fatos, conforme o acusado honestamente acreditasse neles, necessário e razoável.
(Outras disposições sobre quando a força é "razoável" foram feitas pela seção 76 da Lei de Justiça e Imigração Criminal de 2008.)